# Sven-Erik Westlin
Sven-Erik Westlin, född 6 januari 1934 i Sollefteå, Västernorrlands län, död 5 maj 2020 i Ytterby,  var en svensk tyngdlyftare. 
Han tävlade för Göteborgs KK.
Westlin tävlade för Sverige vid olympiska sommarspelen 1964 i Tokyo, där han slutade på 16:e plats i lättviktsklassen.